# La Orotava
La Orotava è un comune spagnolo di 41 706 abitanti situato nella comunità autonoma delle Canarie.
In questo comune si trova il Parco Nazionale del Teide (Patrimonio dell'Umanità), ed è presente uno degli edifici religiosi più importanti dell'isola di Tenerife: la Iglesia de La Concepción di La Orotava. Il centro storico di La Orotava è stata dichiarata Conjunto Histórico Artístico Nacional nel 1976 ed è inclusa nell'inventario della Tutela Patrimonio Culturale e Monumentale europeo. La Orotava è anche la città più alta della Spagna e più ripida, il comune si estende dal livello del mare fino a 3718 metri, il Teide (la vetta più alta della Spagna).

## Galleria d'immagini

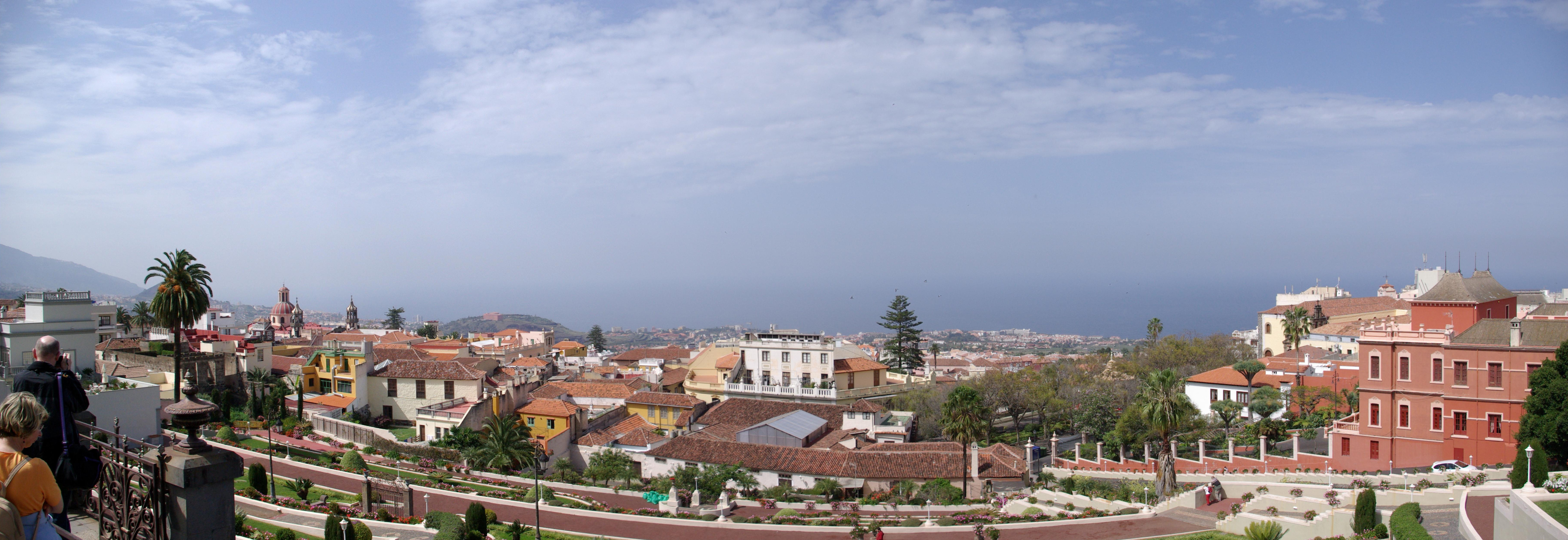
Panorama
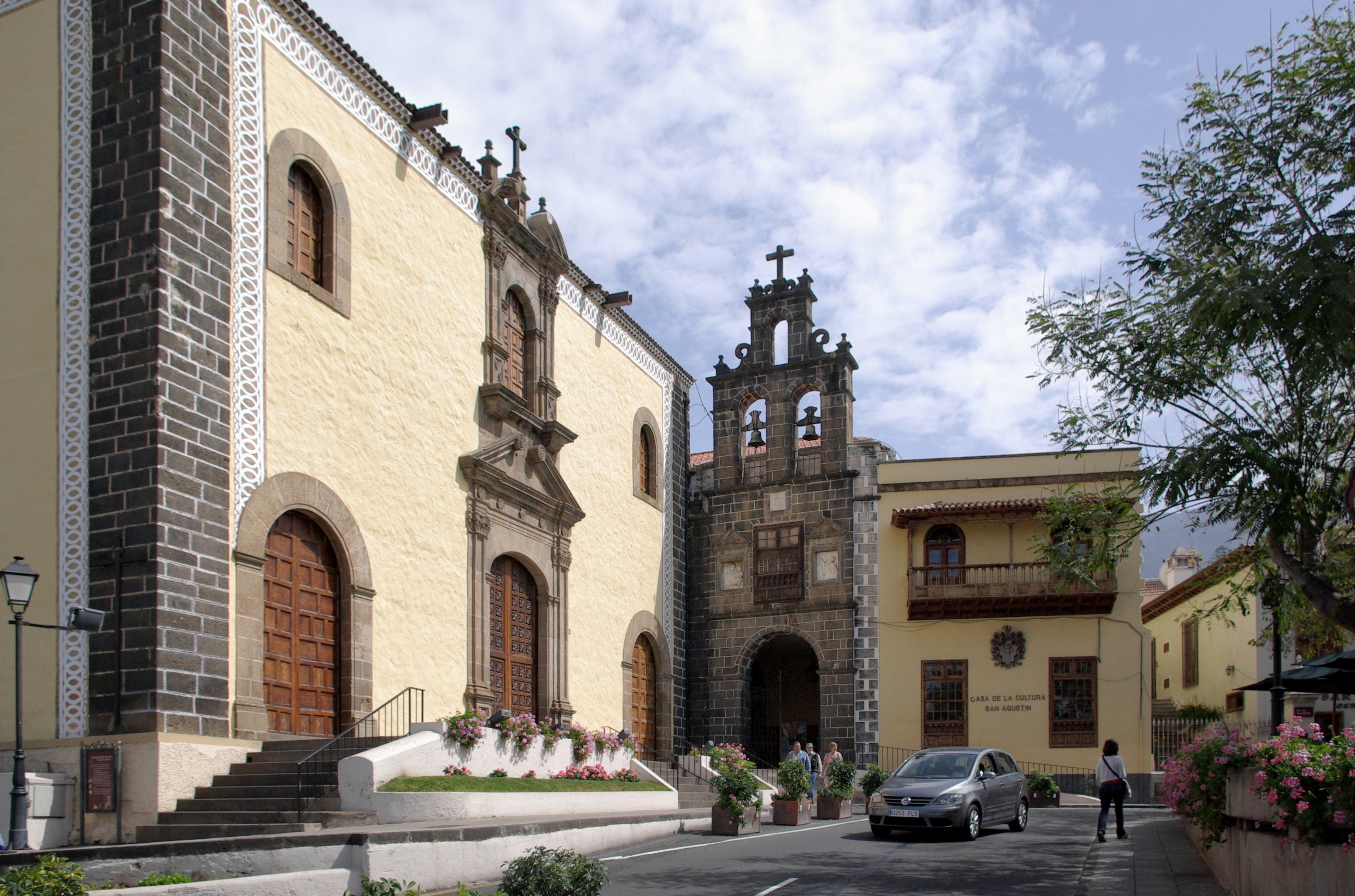
San Agustin
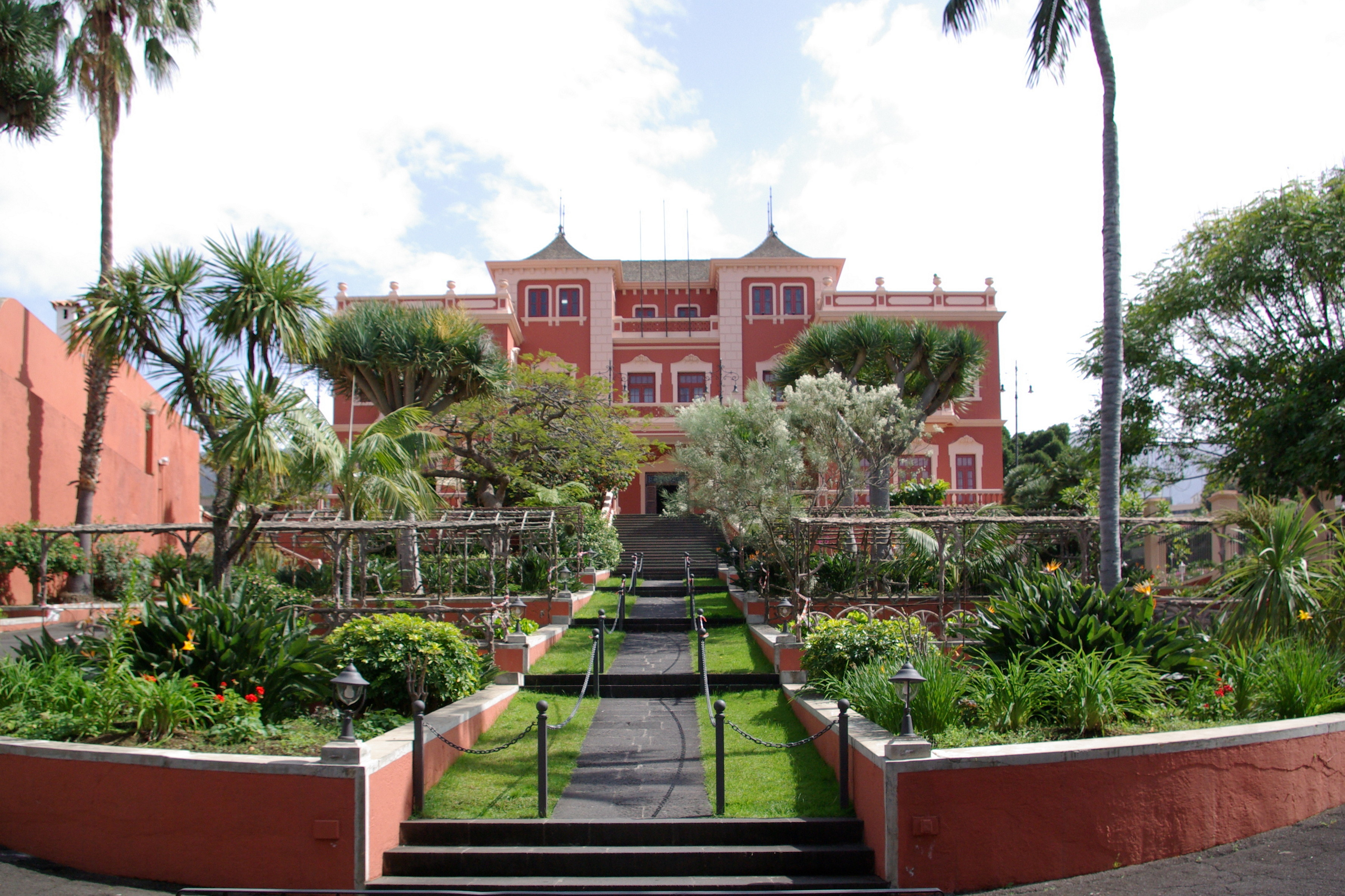
Liceo de Taoro
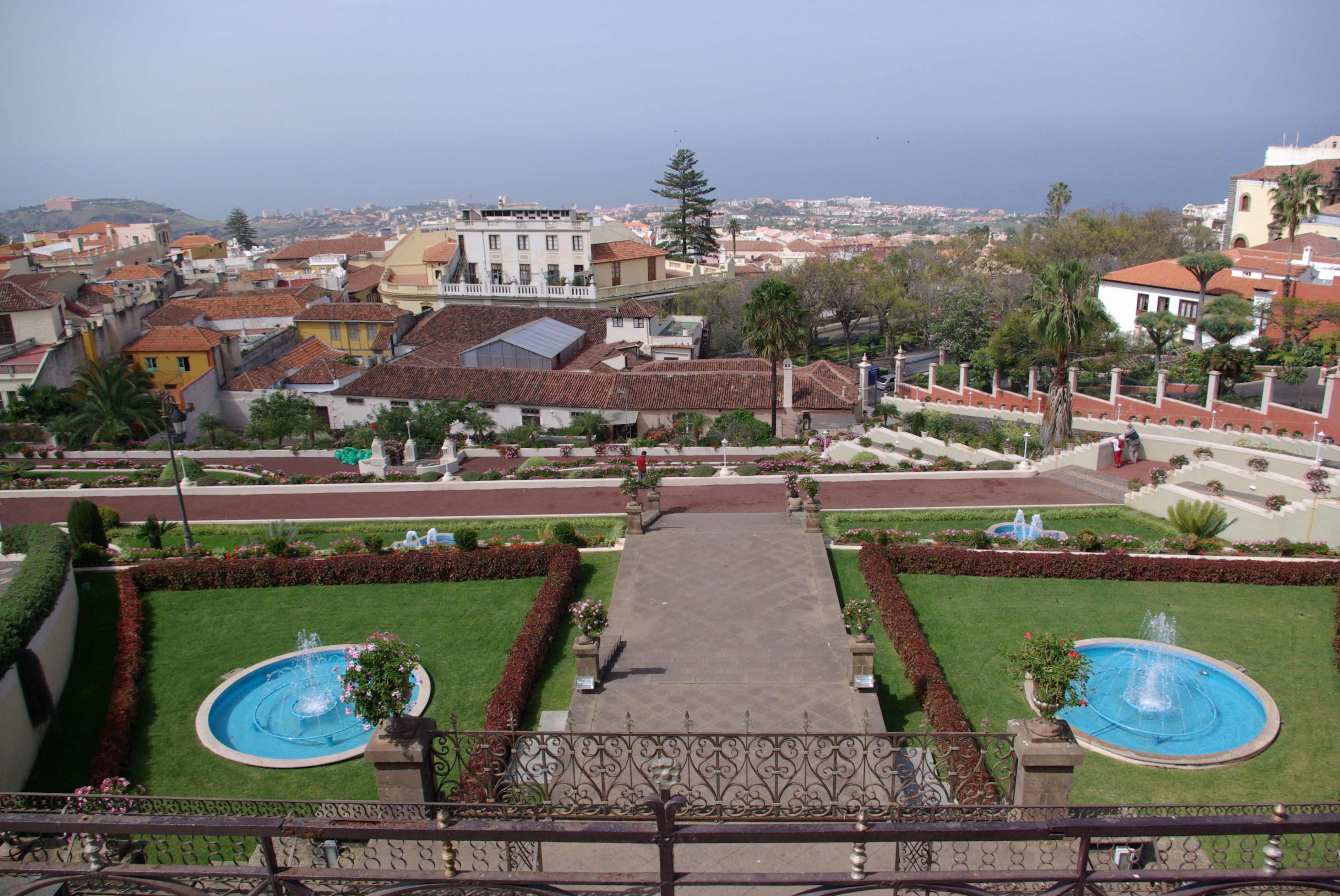
Jardines Marquesado de la Quinta Roja
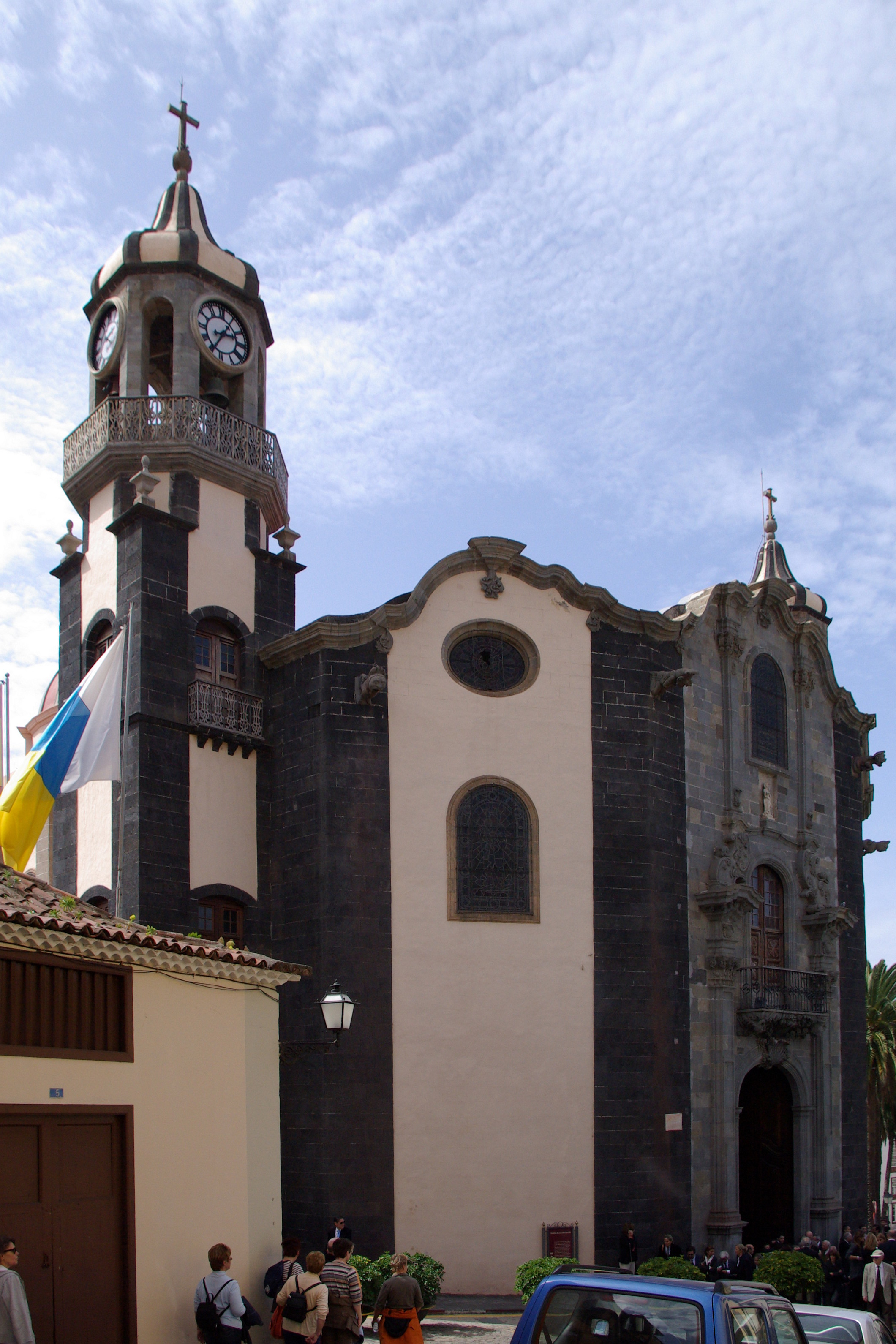
Iglesia de Nuestra Señora de la Concepción
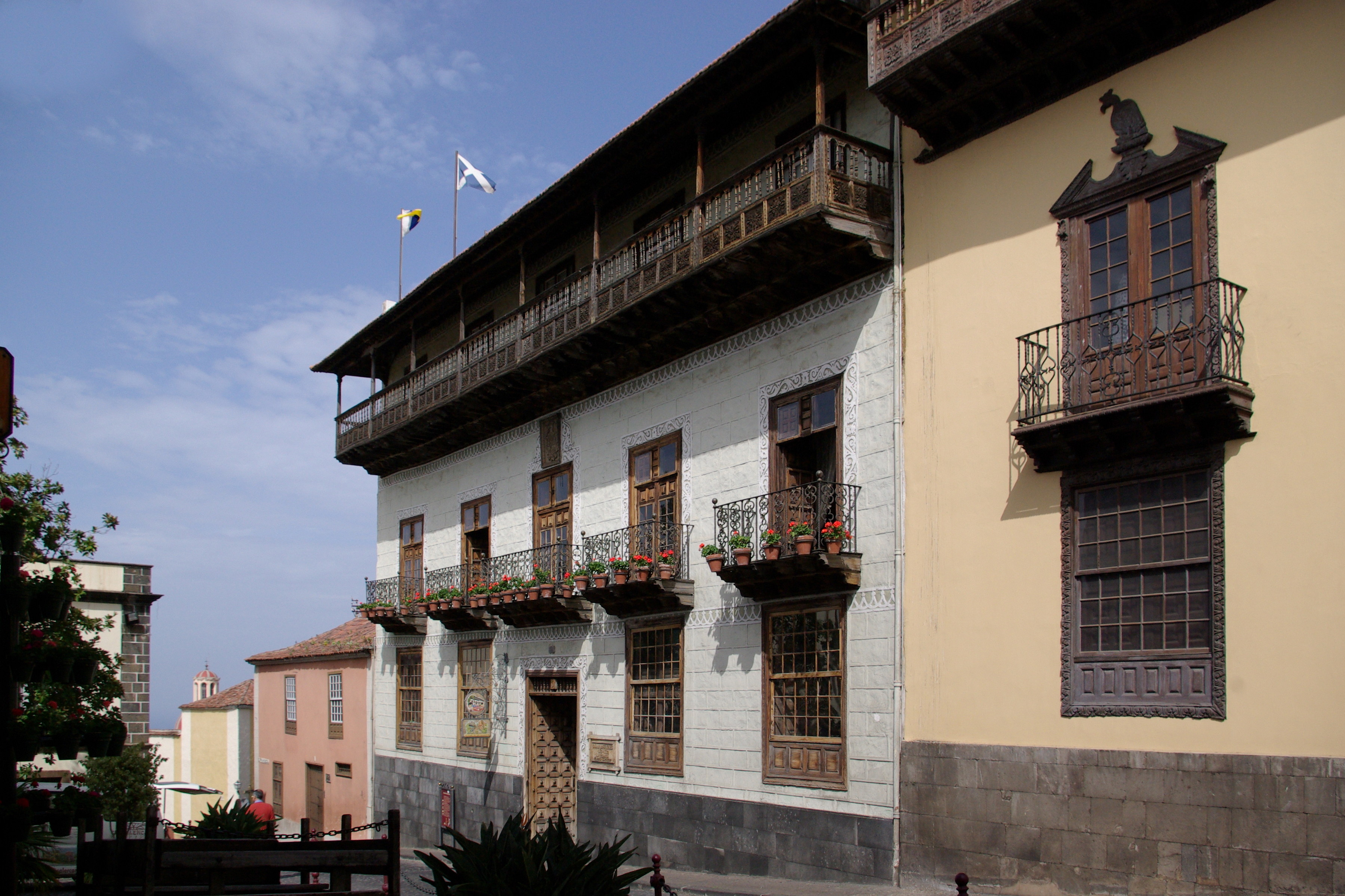
Casa de los Balcones
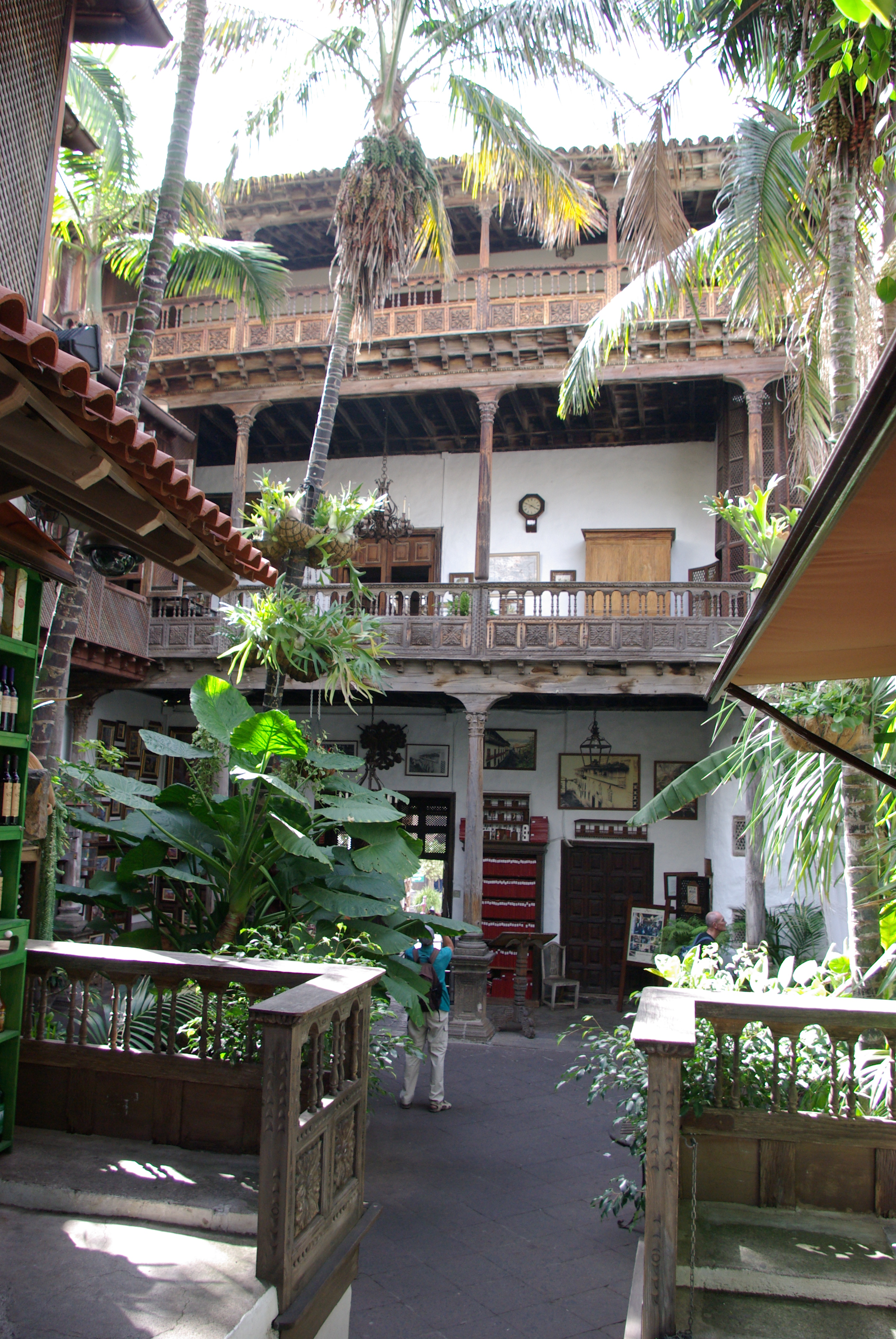
Casa de los Balcones, Patio
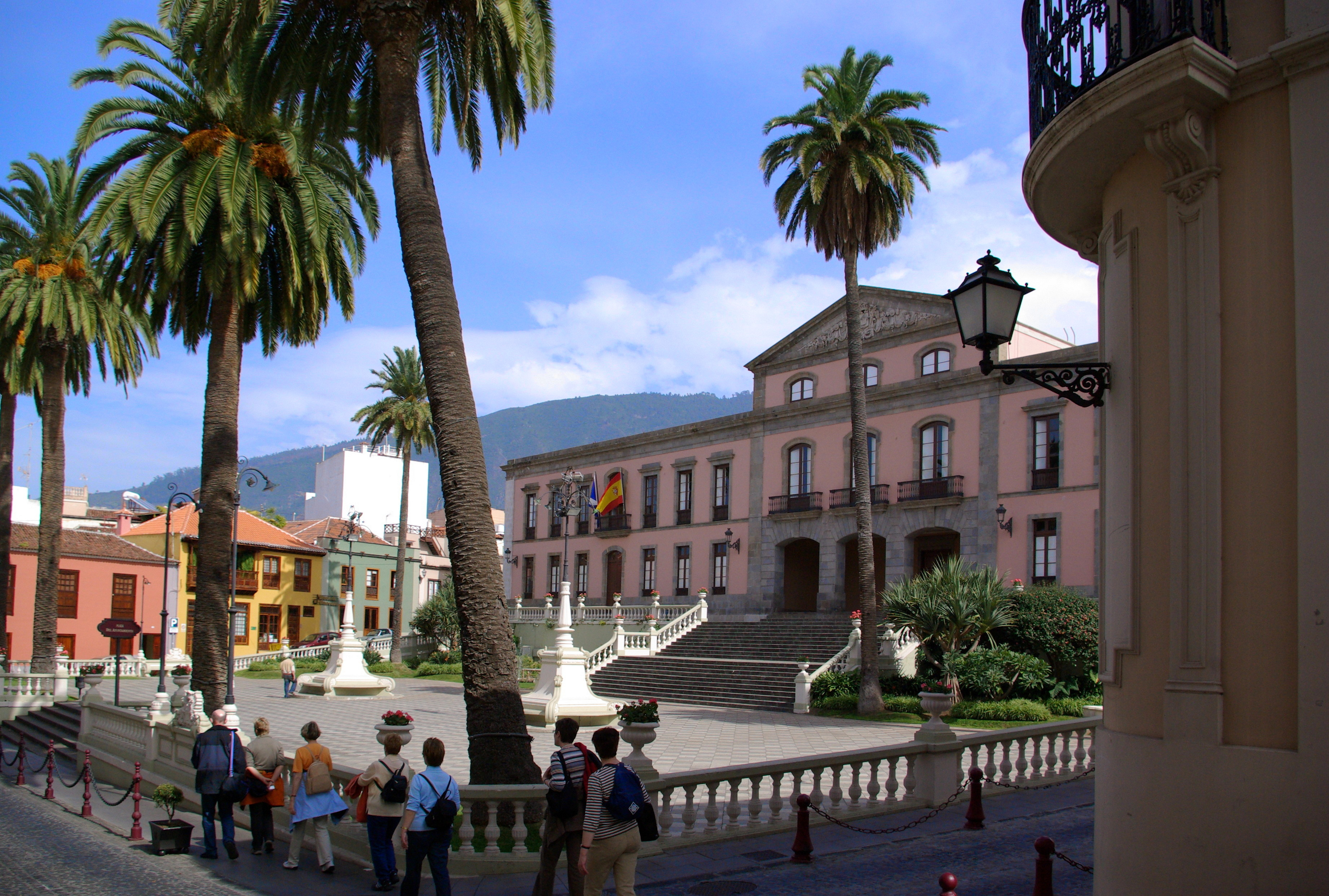
Plaza del Ayuntamiento